# Jule Gregory Charney
Jule Gregory Charney (1 de enero de 1917 - 16 de junio de 1981) fue un meteorólogo estadounidense que desempeñó un papel importante en el desarrollo de la predicción numérica del tiempo y en el aumento de la comprensión de la circulación general de la atmósfera mediante el diseño de una serie de modelos matemáticos de la atmósfera cada vez más sofisticados. Su trabajo fue la fuerza impulsora detrás de muchas iniciativas y programas meteorológicos nacionales e internacionales.
Considerado el padre de la meteorología dinámica moderna, a Charney se le atribuye haber "guiado la evolución de la meteorología moderna en la posguerra más que cualquier otra figura viviente". El trabajo de Charney también influyó en el de su colega cercano Edward Lorenz, quien exploró las limitaciones de la previsibilidad y fue un pionero en el campo de la Teoría del caos.